# Eriachne axillaris
Eriachne axillaris är en gräsart som beskrevs av Michael Lazarides. Eriachne axillaris ingår i släktet Eriachne och familjen gräs. Inga underarter finns listade i Catalogue of Life.